# مضاعفات منشأ العينات
مضاعفات منشأ العينات (SPCs) تنتج عن حالات نقل خزع العينات أو تلوث الخلايا الخارجية الغريبة أو التحديد الخاطئ للخلايا المستخدمة في علم الأمراض السريري أو التشريحي. إذا ما تم تركها غير مكتشفة، يمكن أن تؤدي مضاعفات منشأ العينات إلى أخطاء تشخيصية خطيرة ونتائج سلبية في حالات المرضى.

## الأسباب
وفقًا لآخر التقارير المقدمة من الجمعية الأمريكية للسرطان، فقد تم تشخيص ما يقدر بعدد 127 مليون حالة سرطان في عام 2008م، ومن المتوقع أن يرتفع هذا العدد إلى أكثر من 20 مليون بحلول عام 2030 بسبب النمو السكاني والشيخوخة وحدهما. ومن المرجح أن تتفاقم المشكلة بشكل متزيد نظرًا للانتشار الواسع لعوامل حياتية معينة (التدخين والنظام الغذائي السيئ وقلة النشاط البدني وغيرها) تزيد من خطر الإصابة بالمرض.
ويتم استخدام عملية جمع عينات الخزعة وتقييمها لتقديم تشخيصات السرطان هذه.
وتشمل هذه العملية ما يقرب من 20 خطوة والعديد من أصحاب المهن الطبية من وقت أخذ العينة الأصلية من المريض إلى وقت تسليمها لقسم علم الأمراض لتحليلها. يتم تنفيذها بعملية معقدة على نطاق واسع كهذه، يعد احتمال حدوث العديد من حالات مضاعفات منشأ العينة مصدرَ قلقٍ خطيرٍ بالنسبة للأطباء والمرضى على حد سواء.
وفي حين أن تطبيق البروتوكولات والإجراءات الصارمة في التعامل مع العينات يساعد على تقليل الأخطاء، إلا أن مشكلات التحديد في مختبرات علم الأمراض التشريحية والسريرية لا تزال تحدث. وتعد العينات ذات الملصقات الخاطئة أو العينات الخالية من الملصقات من الأخطاء الأكثر شيوعًا. كما أن هناك تعقيدًا آخرًا، وهو احتمال وجود جزء ملوث من أجزاء الأنسجة - يشار إليه بالعائم - لا ينتمي إلى المريض الذي يجري تقييمه. ويمكن إدخال هذه العوائم في المختبر خلال تقطيع الأنسجة أو المعالجة أو التشريح الإجمالي أو من المحتمل في عملية الإعداد السريرية وكذلك عندما يتم إجراء الخزعة. فإذا كان أحد هذه العوائم من عينة خبيثة، ففي هذه الحالة يمكن عن طريق الخطأ تشخيص المريض الصحيح بأنه مصاب بالسرطان.

## تواتر الحدوث
توثق البحوث الطبية، والتقارير المقدمة من وكالات الأنباء المعتبرة، والحالات الواقعية وجود مضاعفات منشأ العينات في دورة الاختبارات التشخيصية لمرض السرطان. كما يشير أحد التقارير المقدمة من وال ستريت جورنال أن من 3 إلى 5% من العينات التي يتم أخذها كل عام هي عينات معيبة بشكل ما، سواءً كان ذلك من الاستخلاص غير الكافي للخلايا السرطانية أو خلط عينات المرضى، أو بعض المشكلات الأخرى.
وقد خلصت دراسة أجرتها كلية الطب الشرعي الأمريكي إلى أن أخطاء التحديد الخاطئ التي تم الإبلاغ عنها من قبل 120 مختبرًا للأمراض من شأنها أن تؤدي إلى أكثر من 160000 نتيجة سلبية للمرضى في السنة. كما حذرت الدراسة من أن الوقائع الحقيقية لكل من الأخطاء والنتائج السلبية الناجمة عنها ستكون أعلى بكثير مما يمكن قياسه في الوقت الحاضر حيث استندت نتائج البحث فقط على الأخطاء التي تم الكشف عنها في الواقع.
لتحديد تقدير لمعدل الحالات الغامضة لمضاعفات منشأ العينات، أجرى الباحثون في كلية الطب بجامعة واشنطن تحليلاً لما يقارب 13000 خزعة بروستاتا تم إجراؤها كجزء من الممارسة السريرية الروتينية. وتصنف الدراسة التي تم نشرها في المجلة الأمريكية لعلم الأمراض السريري أخطاء التحديد الخاطئ للخزعات إلى قسمين: تبدل كامل بين أنسجة المرضى (النوع الأول) وتلوث أنسجة المريض بأنسجة مريض آخر أو أكثر غير ذي صلة (النوع الثاني). وقد تبين أن معدل تواتر الأخطاء الغامضة من النوع الأول والنوع الثاني هو 0.26٪ و0.67٪ على التوالي، أو معدل الخطأ المشترك 0.93٪. ومع ذلك، تشمل كل حالة شخصين على الأقل، لذلك فإن هذا المعدل يقلل في الواقع نسبة تعرض المرضى لحالات التحديد الخاطئ للخزعة. علاوة على ذلك، فقد أظهرت الدراسة أن الأخطاء تحدث عبر مجموعة متنوعة من الممارسات ومختبرات التشخيص، مما يدل على أنه لا يوجد أحد في مأمن من هذه المشكلة.
وكما تثبت البيانات، فإن مضاعفات منشأ العينات تعد مشكلة غير معترف بها في الممارسة السريرية مما يحتاج لمزيد من التحقيق والنظر في اتخاذ تدابير إضافية للسلامة مثل البصمة الوراثية لتحديد هوية عينات الخزعة.

## النتائج
من حيث النتائج، يمكن أن يكون للأخطاء التشخيصية الناجمة عن مضاعفات منشأ العينات نتائج مدمرة على المرضى والأطباء المشاركين في رعايتهم على حد سواء. فقد يتلقى أحد المرضى علاجًا غير ضروري من شأنه أن يؤثر بشكل كبير على حياته أو حياتها، بينما لا تزال حالات السرطان عند المرضى الآخرين دون تشخيص، ويستمر الأمر على هذا الحال.
من أمثلة نتائج مضاعفات منشأ العينات، قصة امرأة من لونغ آيلاند، نيويورك خضعت لعملية استئصال الثدي مضاعف غير ضرورية بسبب خطأ في تحديد العينة تسبب في استبدال نتائج اختبار الخزعة الخاصة بها مع مريض آخر. ونتيجة لذلك، تم تأخير العلاج اللازم للمرأة المصابة فعلاً بسرطان الثدي. وفي حالة أخرى، تم إجراء عملية استئصال رحم جذرية لامرأة أسترالية شابة، فتُركت تعاني من العقم وتعتمد على العلاج بالهرمونات البديلة، بعدما تلوثت عينة الخزعة الخاصة بها بأنسجة خبيثة من مريض آخر.
ولضمان الدقة التشخيصية من نتائج مختبر علم الأمراض ومنع هذه الأنواع من النتائج السلبية، يمكن إجراء اختبار تعيين منشأ عينة الحمض النووي (DSPA) للتأكد من أن الخذعات الجراحية التي يجري تقييمها تخص المريض الذي يجري تشخيصه بشكل حصري.